# Antalya Open 2021 - Qualificazioni singolare
Le qualificazioni del singolare maschile dell'Antalya Open 2021 sono state un torneo di tennis preliminare per accedere alla fase finale della manifestazione. I vincitori dell'ultimo turno sono entrati di diritto nel tabellone principale. In caso di ritiro di uno o più giocatori aventi diritto a questi sono subentrati i lucky loser, ossia i giocatori che hanno perso nell'ultimo turno ma che avevano una classifica più alta rispetto agli altri partecipanti che avevano comunque perso nel turno finale.

## Teste di serie
1. Peđa Krstin (primo turno)
2. Pavel Kotov (qualificato)
3. Blaž Kavčič (ultimo turno)
4. Andrea Pellegrino (ultimo turno)
5. Matthias Bachinger (qualificato)
6. Roberto Ortega Olmedo (primo turno)

1. Lukáš Klein (primo turno)
2. Dimitar Kuzmanov (qualificato)
3. Sasikumar Mukund (primo turno)
4. Lucas Miedler (ultimo turno)
5. Michael Vrbenský (qualificato)
6. Alex Molčan (qualificato)

## Qualificati
1. Michael Vrbenský
2. Pavel Kotov
3. Alex Molčan

1. Dimitar Kuzmanov
2. Matthias Bachinger
3. Adrian Andreev

## Tabellone

### Legenda
| - Q = Qualificato - WC = Wild card - LL = Lucky loser | - ALT = Alternate - SE = Special Exempt - PR = Protected Ranking | - w/o = Walkover - r = Ritirato - d = Squalificato |

### Sezione 1
|  | Primo turno | Primo turno      | Primo turno      | Primo turno | Primo turno |  |  | Ultimo turno | Ultimo turno     | Ultimo turno     | Ultimo turno | Ultimo turno |  |
|  |             |                  |                  |             |             |  |  |              |                  |                  |              |              |  |
|  | 1           | Peđa Krstin      | Peđa Krstin      | 2           | 1           |  |  |              |                  |                  |              |              |  |
|  | WC          | Mert Naci Türker | Mert Naci Türker | 6           | 6           |  |  | WC           | Mert Naci Türker | Mert Naci Türker | 4            | 3            |  |
|  |             | Vitaliy Sachko   | Vitaliy Sachko   | 5           | 2           |  |  | 11           | Michael Vrbenský | Michael Vrbenský | 6            | 6            |  |
|  | 11          | Michael Vrbenský | Michael Vrbenský | 7           | 6           |  |  |              |                  |                  |              |              |  |

### Sezione 2
|  | Primo turno | Primo turno      | Primo turno      | Primo turno | Primo turno |  |  | Ultimo turno | Ultimo turno     | Ultimo turno     | Ultimo turno | Ultimo turno |  |
|  |             |                  |                  |             |             |  |  |              |                  |                  |              |              |  |
|  | 2           | Pavel Kotov      | 6                | 2           |             |  |  |              |                  |                  |              |              |  |
|  | WC          | Umut Akkoyun     | 2                | 0           | r           |  |  | 2            | Pavel Kotov      | Pavel Kotov      | 6            | 6            |  |
|  |             | Harri Heliövaara | Harri Heliövaara | 6           | 7           |  |  |              | Harri Heliövaara | Harri Heliövaara | 2            | 2            |  |
|  | 9           | Sasikumar Mukund | Sasikumar Mukund | 4           | 5           |  |  |              |                  |                  |              |              |  |

### Sezione 3
|  | Primo turno | Primo turno    | Primo turno    | Primo turno | Primo turno |  |  | Ultimo turno | Ultimo turno | Ultimo turno | Ultimo turno | Ultimo turno |  |
|  |             |                |                |             |             |  |  |              |              |              |              |              |  |
|  | 3           | Blaž Kavčič    | Blaž Kavčič    | 6           | 6           |  |  |              |              |              |              |              |  |
|  | WC          | Togan Tokaç    | Togan Tokaç    | 2           | 2           |  |  | 3            | Blaž Kavčič  | 6            | 4            | 5            |  |
|  |             | Andrej Golubev | Andrej Golubev | 2           | 5           |  |  | 12           | Alex Molčan  | 1            | 6            | 7            |  |
|  | 12          | Alex Molčan    | Alex Molčan    | 6           | 7           |  |  |              |              |              |              |              |  |

### Sezione 4
|  | Primo turno | Primo turno       | Primo turno      | Primo turno | Primo turno |  |  | Ultimo turno | Ultimo turno      | Ultimo turno | Ultimo turno | Ultimo turno |  |
|  |             |                   |                  |             |             |  |  |              |                   |              |              |              |  |
|  | 4           | Andrea Pellegrino | 3                | 6           | 6           |  |  |              |                   |              |              |              |  |
|  | Alt         | Cengiz Aksu       | 6                | 2           | 0           |  |  | 4            | Andrea Pellegrino | 6            | 611          | 5            |  |
|  |             | Mirza Bašić       | Mirza Bašić      | 3           | 1           |  |  | 8            | Dimitar Kuzmanov  | 4            | 7            | 7            |  |
|  | 8           | Dimitar Kuzmanov  | Dimitar Kuzmanov | 6           | 6           |  |  |              |                   |              |              |              |  |

### Sezione 5
|  | Primo turno | Primo turno        | Primo turno        | Primo turno | Primo turno |  |  | Ultimo turno | Ultimo turno       | Ultimo turno       | Ultimo turno | Ultimo turno |  |
|  |             |                    |                    |             |             |  |  |              |                    |                    |              |              |  |
|  | 5           | Matthias Bachinger | Matthias Bachinger | 6           | 7           |  |  |              |                    |                    |              |              |  |
|  |             | Vladyslav Orlov    | Vladyslav Orlov    | 1           | 5           |  |  | 5            | Matthias Bachinger | Matthias Bachinger | 6            | 6            |  |
|  |             | Alexandar Lazarov  | 6                  | 3           | 3           |  |  | 10           | Lucas Miedler      | Lucas Miedler      | 4            | 1            |  |
|  | 10          | Lucas Miedler      | 1                  | 6           | 6           |  |  |              |                    |                    |              |              |  |

### Sezione 6
|  | Primo turno | Primo turno           | Primo turno           | Primo turno | Primo turno |  |  | Ultimo turno | Ultimo turno     | Ultimo turno     | Ultimo turno | Ultimo turno |  |
|  |             |                       |                       |             |             |  |  |              |                  |                  |              |              |  |
|  | 6           | Roberto Ortega Olmedo | Roberto Ortega Olmedo | 5           | 1           |  |  |              |                  |                  |              |              |  |
|  |             | Andrea Vavassori      | Andrea Vavassori      | 7           | 6           |  |  |              | Andrea Vavassori | Andrea Vavassori | 4            | 65           |  |
|  | WC          | Adrian Andreev        | Adrian Andreev        | 6           | 7           |  |  | WC           | Adrian Andreev   | Adrian Andreev   | 6            | 7            |  |
|  | 7           | Lukáš Klein           | Lukáš Klein           | 3           | 67          |  |  |              |                  |                  |              |              |  |